# ニンテンドーDSiウェア
ニンテンドーDSiウェア（ニンテンドーディーエスアイウェア、Nintendo DSiWare）は、任天堂の携帯型ゲーム機であるニンテンドーDSiやニンテンドーDSi LL（以下まとめてDSiと表記）及びニンテンドー3DSに追加可能なソフトウェアおよびサービスの名称である。2017年には配信が終了し、もう購入不可。略称はDSiウェア。
なお、本項ではDSi本体に内蔵されている『ニンテンドーDSiショップ』（ニンテンドーディーエスアイショップ）についても記載している。

## 概要
ニンテンドーDSおよびニンテンドーDS Liteにはソフト『ピクトチャット』が内蔵されていた。DSiでは新たに書き換え可能なフラッシュメモリを搭載したため、様々なソフトウェアを随時追加できるようになった。
DSiウェアのソフトは全てインターネットを利用して購入するダウンロード販売方式で、DSiに内蔵されている『ニンテンドーDSiショップ』や、3DS『ニンテンドーeショップ』を利用して購入する。
DSiの発売日である2008年11月1日にDSiウェア第1弾として『ニンテンドーDSiブラウザー』が配信開始。そして、2008年12月24日より本格的にソフトの配信が開始された。サービス開始時点のメーカーは任天堂のみで、2009年2月25日よりバンダイナムコゲームス（現在はバンダイナムコエンターテインメント）から『眺めるだけで賢くなれる!もじぴったんしりとり時計』と『サクッとハマれるホリホリアクション ミスタードリラー』の2作からサードパーティ製ソフトの配信が開始された。
2009年秋以降に出荷されているニンテンドーDSiには『ニンテンドーDSiブラウザー』『うごくメモ帳』が最初からダウンロード済みで内蔵されており、2009年11月21日発売のニンテンドーDSi LLには『ニンテンドーDSiブラウザー』『うごくメモ帳』に加えて、有料ソフトの『東北大学加齢医学研究所川島隆太教授監修 ちょっと脳を鍛える大人のDSiトレーニング 文系編・理系編』の2本と『明鏡国語楽引辞典』が最初からダウンロード済みで内蔵されている。

### ニンテンドーDSiショップのサービス終了
2016年3月31日に、『ニンテンドーDSiショップ』が段階を追ってサービス終了する事が発表された。2016年10月2日にDSiポイントの追加ができなくなり、2017年4月2日にニンテンドーDSiショップにてDSiウェアの新規購入ができなくなり、ソフト『ニンテンドーDSiブラウザー』とソフト『ニンテンドー3DSへの引っ越し』以外の全てのDSiウェアがDSiショップのソフトウェア一覧から削除された。
『ニンテンドーDSiショップ』終了に伴い、未使用でDSiショップに残っているニンテンドーDSiポイントについて2017年4月3日から同年10月1日まで、ニンテンドー3DSやWii U、Nintendo Switchでの『ニンテンドーeショップ』の残高に振り替えたり、現金として払い戻したりする事が出来た。また、未使用の『ニンテンドーポイントプリペイドカード（番号）』はWiiやWii U内のWiiメニューでのソフト『Wiiショッピングチャンネル』で使用可能な他、2018年以降から払い戻しの受付が開始された。なお、Wiiショッピングチャンネルも2019年1月31日で終了している。
将来、購入済みDSiウェアの再ダウンロードや、ニンテンドー3DSシリーズへの引っ越し等、DSiショップに係る全てのサービスが終了する予定。
ニンテンドーDSiショップのサービス終了後も、DSi本体からDSiウェアを削除しなければ引き続きDSi上でDSiウェアを使用出来る他、それ以降もニンテンドー3DSの『ニンテンドーeショップ』ではごく一部のDSi専用ソフトを除き、DSiウェアの販売が継続されていた。しかし、これも2023年3月28日午前9時をもって『ニンテンドーeショップ』が終了し新規購入ができなくなった。
2022年3月17日頃からDSiショップ自体に接続ができなくなっており接続を試みても『エラーコード: 290502 サーバーに接続することができませんでした　しばらく待ってからもう一度お試しください。』とエラーが表示されWiiショッピングチャンネルと共に再ダウンロードが不可能となっていた。任天堂によると完全にサービスが終了した訳ではなくWii/DSiソフトの本体更新や再ダウンロードを停止しております。サービスの再開は現在未定でございます。とのことだったが、同年7月6日に全て再開した。

### 課金（料金体系）
無料で配信されているソフト（DSiウェア無料）のほか、有料ソフトも配信されている。
DSiウェアの有料ソフトの支払いには、ニンテンドーポイント（ニンテンドーDSiポイント）を使用する。
料金体系は次の通り。
- DSiウェア200（200ポイント台）
- DSiウェア500（500ポイント台）
- DSiウェアプレミアム（800ポイント以上）

DSiウェア200・DSiウェア500は、かつてはそれぞれ価格200ポイント・500ポイントのソフトで統一されていたが、2014年の消費税率改定時に価格改定を行ったソフトがあるため、以降は価格が混在している。
なお、2008年12月24日から2010年3月31日までの間に、『ニンテンドーDSiショップ』に接続すると、1台のDSiにつき1回限り自動的に1000ポイントがプレゼントされる「ニンテンドーDSiウェアおためしキャンペーン」が実施されていた。

### 購入手順
ソフト購入までの流れは次の通り。
1. ニンテンドーDSiメニューから『ニンテンドーDSiショップ』を起動する。
2. 「ショッピングへ」を選択する。
3. 「DSiWare」を選択する。
4. 4つの価格から選択する。
5. 一覧から購入したいソフトを選択する。
6. ソフト内容を確認し「購入」を選択する。ただし、残りの電池が少なくなっている場合はACアダプタに接続しないと先に進めない。
7. 購入に必要なDSiポイントと使用するDSi本体保存メモリのブロック数を確認した後、「はい」を選択する。
8. 購入処理が完了し、ダウンロードが開始される。ダウンロードが完了するまでにかかる時間はソフトの容量・接続環境により異なる。

ダウンロード中にマリオとルイージとキノピオとピーチが登場し、集めてきたボールを箱の中に入れた量でダウンロードの進行状況が分かるようになっている。ボールを1個入れると1%ダウンロード完了で、ボールを100個集めるとダウンロードが完了となる。ただし、受信するソフトのデータサイズや通信速度によっては100個集め終わる前にダウンロードが完了することがある。受信する速度によって登場するキャラクターが違い、良い状態では4人全員登場して一緒に集め続けるが、悪い状態ではマリオとルイージの2人しか登場しない。各キャラクターの移動速度はファミリーコンピュータで発売された『スーパーマリオUSA』の各キャラの移動速度と同じ設定となっており、ピーチ→ルイージ→マリオ→キノピオの順で速くなる。なおグラフィックがゲームボーイアドバンスで発売されたスーパーマリオアドバンスから流用されている。

### 保存先
ダウンロードしたソフトはDSi内蔵メモリに保存され、DSiメニューの項目に追加される。セーブデータはダウンロードしたソフト内に一緒に保存されており、ソフトを本体から削除するとセーブデータも一緒に削除される。また、ニンテンドー3DSでは、DSiと同様に3DSのDSiウェア用の内蔵メモリに保存されるようになっている。
なお、ソフトはSDメモリーカード・SDHCメモリーカードにコピーすることができるが、コピーしたソフトを直接起動したり、他のDSi本体にコピーしたりすることはできない。3DSでも同様に直接起動や他の3DS本体にコピーすることは出来ない。また、一部のソフトでは、セーブデータがコピーされない、コピー自体が出来ないなどコピーに制限が設けられている場合もある。

### 取扱説明書
ソフト内に内蔵されており、各ソフトのメニュー画面等から説明書を見ることができる。

### ソフトの移動
ニンテンドーDSi・DSi LL　→ ニンテンドーDSi・DSi LL
DSiウェア用ソフトの購入履歴は全てDSi本体に直接記録され、それらは他のDSi本体に移動させることができない。また、任天堂側でも移動させるようなサポートは、本体の故障時を除いて受け付けていない。
よって、例えば「DSiからDSi LLに買い換えたので、それまでに購入したDSiウェア用ソフトを全て移動させたい」というような場合は、今までに購入したソフトを全て別個に購入しなおす必要がある。
ニンテンドーDSi・DSi LL → ニンテンドー3DS・3DS LL・2DS
後継機であるニンテンドー3DSでは上記の問題が一部解決され、既にダウンロードしたDSiウェア用ソフトやそのデータを「引っ越し」としてDSi・DSi LLから3DSへ移動させることが可能である。この時、DSi・DSi LL側では無料DSiウェア用ソフト『ニンテンドー3DSへの引っ越し』を前もってダウンロードしておく必要がある。また、これらの作業はネットワーク環境がある場所でないとできない。なお、データの移動中3DS側ではピクミンがDSiウェアのアイコンを運ぶアニメーションが表示される。
ただしセーブデータを引っ越しさせることはできず、ソフトを引っ越しできる回数も一回のみである。そのため、引っ越しを行った場合セーブデータは削除される。また、逆に3DSからDSi・DSi LLにソフトを引っ越しさせることもできない。なお、ソフトの中には引っ越し自体できないものもある。ただし、その中で最初は引っ越しできないソフトでも後日引っ越し可能になるソフトもある。
これらの機能は2011年6月7日の本体更新によって利用可能になった。また、それに伴いオープンしたニンテンドーeショップにおいて、3DSから直接DSiウェア用ソフトを購入することも可能となった。
ニンテンドー3DS・3DS LL・2DS → ニンテンドー3DS・3DS LL・2DS
3DS本体の買い替えで、3DS本体でダウンロードしたり移動されたDSiウェア用ソフトやそのデータを別の3DS本体に移動することが、本体バージョンVer.3.0.0-5Jへの更新で利用可能となった。なお、DSiとは異なり引っ越してもセーブデータが消えることは無い。
ただし引っ越しは他の引っ越し可能データとの一括移動のみ可能。引っ越し回数は5回までという回数制限が設けられていたが、2013年12月10日の7.0.0-13J更新分から撤廃された。なお、一度引っ越しすると7日間は引っ越しできない。
ニンテンドー3DS・3DS LL・2DS → Newニンテンドー3DS・New 3DS LL・New 2DS LL
ニンテンドー3DS・3DS LLのマイナーチェンジバージョンであるNewニンテンドー3DS・New 3DS LL・New 2DS LLでは3DS・2DSからの引っ越しが可能である、ただしNew 3DS・New 3DS LL・New 2DS LLから3DS・3DS LL・2DSへの引っ越しはできない。
ニンテンドーDSi・DSi LL → Newニンテンドー3DS・New 3DS LL・New 2DS LL
上述と同様にDSi・DSi LLからの引っ越しができるが、New 3DS・New 3DS LL・New 2DS LLからDSi・DSi LLにソフトを引っ越しさせることはできない。

## 配信タイトル
基本的に新しいソフトは水曜日に配信が開始されるが、一部例外もある。
配信タイトルはデフォルトでは五十音順に並べられるため、一覧の上位に来る「あ行」で始まるタイトルの比率が多いことが指摘されている。

## ソフト配信参入メーカー一覧
2010年3月現在の日本向けラインナップにおける、ソフトの発売元となっているメーカーの一覧。日本国内合計38社。
- 任天堂
- バンダイナムコゲームス
- ハドソン
- セガ
- ジー・モード
- スクウェア・エニックス
- アークシステムワークス
- IEインスティテュート
- ゲームロフト
- ディースリー・パブリッシャー
- トムクリエイト
- Genterprise
- シルバースタージャパン
- デジトイズ
- タスケ
- 河本産業
- アイ・ティーエル
- ジュピター
- タイトー
- デジタル・メディア・ラボ
- タカラトミー
- アイエスピー
- スパイク
- アーテイン
- スターフィッシュ
- エイチアイ
- アルテピアッツァ
- 新学社
- テクモ
- ソニックパワード
- 元気モバイル
- GAE
- ラックプラス
- ジースタイル
- ワークジャム
- アキュートエンターテインメント
- エレクトロニック・アーツ
- ビヨンド・インタラクティブ